# Dombühl
Dombühl er en købstad i Landkreis Ansbach i Regierungsbezirk Mittelfranken i den tyske delstat Bayern. Den er en del af Verwaltungsgemeinschaft Schillingsfürst.

## Geografi
Dombühl ligger i Naturpark Frankenhöhe.

### Nabokommuner
Nabokommunerne er (med uret, fra nord):
- Schillingsfürst
- Leutershausen
- Aurach
- Feuchtwangen
- Wörnitz

### Inddeling
Der følgende bydele og landsbyer i kommunen:
| - Bortenberg - Kloster Sulz - Ziegelhaus | - Baimhofen - Binsenweiler - Höfen - Höfstettermühle |